# Mojo (Mojo)
Mojo is een bestuurslaag in het regentschap Kediri van de provincie Oost-Java, Indonesië. Mojo telt 2697 inwoners (volkstelling 2010).